# Fundação Futebol Clube Barcelona
A Fundação Futebol Clube Barcelona é uma entidade social, humanitária, cultural e desportiva criada em 1994 para promover e incentivar o trabalho por aquelas comunidades infantis e adultas que se consideram vulneráveis.
Inicialmente as atividades e obras realizadas pela fundação materializavam-se mediante as doações por parte de sócios, simpatizantes e entidades empresariais do país que eram integradas por membros de honra, colaboradores e membros protetores. Em 2006 a Fundação tomou um novo impulso ao receber desde esse ano, um 0,7 % dos benefícios ordinários do clube (2,2 milhões de euros em 2008). Assim mesmo, aderiu-se ao plano de Objetivos de Desenvolvimento do Milénio das Nações Unidas e incorporou pela primeira vez publicidade da UNICEF na bermuda nesta equipe de futebol.

## Objectivos
- Lutar contra a pobreza, a fome, a mortalidade infantil e doenças como a malaria ou o aids.[3]
- Promover os valores do desporto e fomentar sua prática.
- Ajudar a pessoas com risco de exclusão social.
- Fomentar a cultura, civismo e a democracia.
- Ajudar e assistir mediante o Agrupamento Barça Veteranos, a exjugadores já retirados que têm #fazer# parte de algum das equipas do FC Barcelona.
- Tentar cumprir os Objectivos de Desenvolvimento do Milénio.

## Alianças, colaborações e campanhas
- UNICEF[4]
- UNESCO[5]
- UNHCR / ACNUR[6]
- Membro do ECOSOC (Conselho Económico e Social das Nações Unidas).[7]

- AECID, Agência Espanhola de Cooperação Internacional[8]
- Fundação Iberostar[9]
- Agrupamento de Veteranos do FC Barcelona[10]
- Bruxa de Ouro (Loteria culé)[11]
- Fundação Pés Descalzos: Patrocinada pela cantora Shakira, acordo de colaboração (fevereiro de 2011) para fomentar a educação infantil através do desporto.[12]

- Bankakids[13]
- FUTBOLNET[13]
- Jovens solidários[13]
- 1 in 11[14]